# Марсело Отеро
Марсело Отеро (ісп. Marcelo Otero, нар. 14 квітня 1971, Монтевідео) — уругвайський футболіст, що грав на позиції нападника, зокрема за «Пеньяроль» та «Віченцу», а також за національну збірну Уругваю, у складі якої — володар Кубка Америки 1995 року. 

## Клубна кар'єра
У дорослому футболі дебютував 1990 року виступами за команду «Рампла Хуніорс», в якій провів два сезони, взявши участь у 40 матчах чемпіонату. 
Своєю грою за цю команду привернув увагу представників тренерського штабу клубу «Пеньяроль», до складу якого приєднався 1992 року. Відіграв за цю команду з Монтевідео наступні чотири сезони своєї ігрової кар'єри. У складі «Пеньяроля» був одним з головних бомбардирів команди, маючи середню результативність на рівні 0,51 гола за гру першості. Тричі поспіль, у 1993, 1994 і 1995 роках, ставав чемпіоном Уругваю.
1995 року забивного нападника запросили до італійської «Віченци», де той провів наступні чотири роки своєї кар'єри гравця.  Більшість часу, проведеного у складі «Віченци», був основним гравцем команди. В новому клубі був серед найкращих голеодорів, відзначаючись забитим голом в середньому щонайменше у кожній третій грі чемпіонату. 1997 року виборов титул володаря Кубка Італії.
Протягом 1999–2001 років грав в Іспанії за «Севілью». У цій команді також регулярно отримував ігрову практику, утім відзначився лише двома голами у 40 іграх.
2001 року перейшов до аргентинського «Колона», а завершував ігрову кар'єру на батьківщині у столичному «Феніксі» 2003 року.

## Виступи за збірну
1994 року дебютував в офіційних матчах у складі національної збірної Уругваю.
У складі збірної був учасником розіграшу Кубка Америки 1995 року в Уругваї. На тому турнірі виходив на поле у всіх шести іграх своєї команди і забив три голи, допомігши їй здобути 14-ий у її історії титул континентальних чемпіонів.
Загалом протягом кар'єри в національній команді, яка тривала 7 років, провів у її формі 26 матчів, забивши 10 голів.
| Дата       | Місто      | Господарі | Результат               | Гості         | Турнір                          | Голи | Примітки |
| ---------- | ---------- | --------- | ----------------------- | ------------- | ------------------------------- | ---- | -------- |
| 19-10-1994 | Ліма       | Перу      | 0 – 1                   | Уругвай       | Parra del Riego Cup             | -    |          |
| 18-1-1995  | Ла-Корунья | Іспанія   | 2 – 2                   | Уругвай       | товариський матч                | -    |          |
| 22-3-1995  | Медельїн   | Колумбія  | 2 – 1                   | Уругвай       | товариський матч                | -    |          |
| 25-3-1995  | Даллас     | США       | 2 – 2                   | Уругвай       | товариський матч                | 1    |          |
| 31-3-1995  | Белград    | Югославія | 1 – 0                   | Уругвай       | товариський матч                | -    |          |
| 5-4-1995   | Монтевідео | Уругвай   | 1 – 0                   | Перу          | El Inca Cup                     | -    |          |
| 25-6-1995  | Пайсанду   | Уругвай   | 7 – 0                   | Нова Зеландія | товариський матч                | -    |          |
| 5-7-1995   | Монтевідео | Уругвай   | 4 – 1                   | Венесуела     | Копа Америка 1995 - 1-й етап    | 1    |          |
| 9-7-1995   | Монтевідео | Уругвай   | 1 – 0                   | Парагвай      | Копа Америка 1995 - 1-й етап    | -    |          |
| 13-7-1995  | Монтевідео | Уругвай   | 1 – 1                   | Мексика       | Копа Америка 1995 - 1-й етап    | -    |          |
| 16-7-1995  | Монтевідео | Уругвай   | 2 – 1                   | Болівія       | Копа Америка 1995 - чвертьфінал | 1    |          |
| 19-7-1995  | Монтевідео | Уругвай   | 2 – 0                   | Колумбія      | Копа Америка 1995 - півфінал    | 1    |          |
| 23-7-1995  | Монтевідео | Уругвай   | 1 – 1 д.ч. (5 – 3 п.п.) | Бразилія      | Копа Америка 1995 - Фінал       | -    | [ 1 ]    |
| 20-9-1995  | Єрусалим   | Ізраїль   | 3 – 1                   | Уругвай       | товариський матч                | 1    |          |
| 24-4-1996  | Каракас    | Венесуела | 0 – 2                   | Уругвай       | Відбір до ЧС 1998               | 1    | [ 2 ]    |
| 2-6-1996   | Монтевідео | Уругвай   | 0 – 2                   | Парагвай      | Відбір до ЧС 1998               | -    |          |
| 8-10-1996  | Монтевідео | Уругвай   | 1 – 0                   | Болівія       | Відбір до ЧС 1998               | -    |          |
| 12-11-1996 | Сантьяго   | Чилі      | 1 – 0                   | Уругвай       | Відбір до ЧС 1998               | -    |          |
| 15-12-1996 | Монтевідео | Уругвай   | 2 – 0                   | Перу          | Відбір до ЧС 1998               | -    |          |
| 2-4-1997   | Монтевідео | Уругвай   | 3 – 1                   | Венесуела     | Відбір до ЧС 1998               | 1    |          |
| 30-4-1997  | Асунсьйон  | Парагвай  | 3 – 1                   | Уругвай       | Відбір до ЧС 1998               | -    |          |
| 20-8-1997  | Монтевідео | Уругвай   | 1 – 0                   | Чилі          | Відбір до ЧС 1998               | 1    |          |
| 18-8-1999  | Монтевідео | Уругвай   | 5 – 4                   | Коста-Рика    | товариський матч                | 2    |          |
| 8-9-1999   | Монтевідео | Уругвай   | 2 – 0                   | Венесуела     | товариський матч                | -    |          |
| 17-11-1999 | Мальдонадо | Уругвай   | 0 – 1                   | Парагвай      | товариський матч                | -    |          |
| 15-8-2000  | Богота     | Колумбія  | 1 – 0                   | Уругвай       | Відбір до ЧС 2002               | -    |          |
| Усього     |            | Матчів    | 26                      |               | Голів                           | 10   |          |

## Титули і досягнення
- Чемпіон Уругваю (3):

«Пеньяроль»: 1993, 1994, 1995
- Володар Кубка Італії (1):

«Віченца»: 1996-1997
- Володар Кубка Америки (1):

Уругвай: 1995